# ونوس (ویرجینیا غربی)
ونوس، ویرجینیا غربی (به انگلیسی: Venus, West Virginia) یک منطقهٔ مسکونی در ایالات متحده آمریکا است که در شهرستان مک‌داول واقع شده‌است.

## خصوصیات
ونوس ۴۴۵٫۰۱ متر بالاتر از سطح دریا واقع شده‌است.